# Proteză oculară

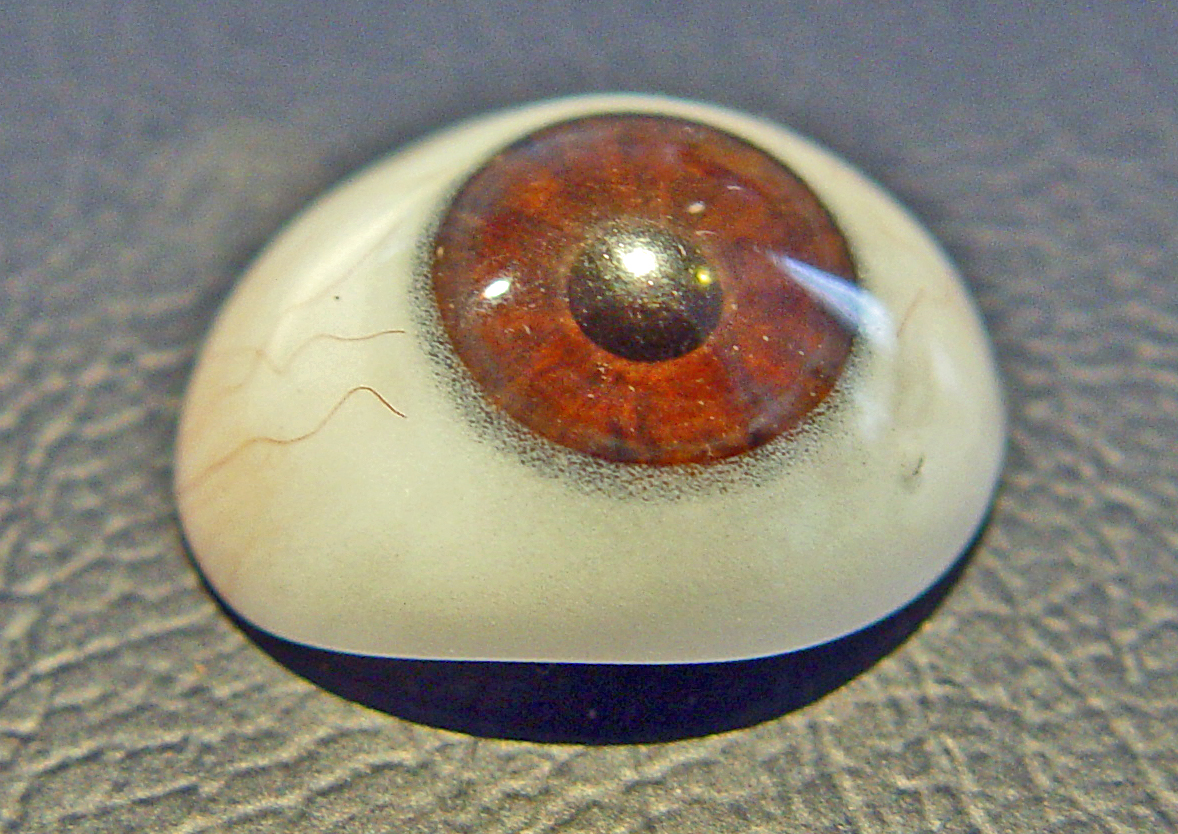

Proteza oculară este un dispozitiv medical oftalmologic alcătuit pentru fiecare purtător în parte, în prealabil fiind controlate dimensiunile cavității oculare printr-un mulaj special.
Se obține astfel un model din material acrilic care se ajustează după mulaj, până se atinge forma optimă în cavitate, deschiderea fantei palpebrale rămânând egală cu cea a ochiului congener.
Irisul și arborele venal se colorează manual, după culoarea ochiului sănătos, pîna la obținerea unei nuanțe sclerale satisfăcătoare. Se aplică un strat transparent din material acrilic peste proteza realizată pentru protecție și aspect natural. În final se execută ajustarea și șlefuirea protezei.
Termenul optim de efectuare a unei proteze se situează între 8 și 10 săptămâni de la data operației. Foarte important este însă ca medicul să îndrume pacientul către un laborator de oftalmologie la aproximativ două săptamâni de la operație (după ce se scot firele).
În acest moment se poate aplica deja un conformator, cu care pacientul va sta pînă la data executarii protezei propriu-zise, dată care va fi stabilită tot cu această ocazie.
Timpul necesar realizării unei proteze oculare este de 2 zile, cu mențiunea că pacientul va trebui să vină la o ședința intermediară de probă.
Materialele utilizate la confecționarea protezelor sunt rășinile acrilice și acrilate care prezintă urmatoarele caracteristici: 
- stabilitate volumetrică,
- rezistență mecanică,
- insolubilitate în apă
- rezistență deosebită la acțiunea acizilor și a bazelor slabe,
- toleranță foarte bună a țesuturilor.

Intoleranțele la acrilat pot apărea foarte rar și sunt datorate mai curând unei igiene necorespunzătoare sau unei adaptări neadecvate a protezei în cavitatea oculară.
Refacerea cât mai exactă a fizionomiei pacientului prin aplicarea unei proteze oculare este influențată de cauza care a dus la pierderea globului ocular ( malformație congenitală, glob dezorganizat posttraumatic, glob atrofic după afecțiuni oculare medico-chirurgicale, afecțiuni tumorale , microftalmie, anoftalmia ).
De aceea pentru o cât mai bună protezare, cu mobilitate crescută a protezei, se recomandă efectuarea operației cu constituirea unui bont scleral mobil.